# Sabina Choqueticlla
Sabina Choqueticlla, nombre con el que también se conoció a Camila Choqueticlla Mamani( Oruro, 1950 - El Alto, diciembre de 2013) fue una líder aimara, guerrillera, política y candidata a la vicepresidencia de Bolivia durante las elecciones presidenciales de 2005.

## Biografía
Choqueticlla nació el 17 de julio de 1950 en el departamento de Oruro y falleció el 22 de diciembre de 2013, al oeste de Bolivia. Fue militante del EGTK.
Desde finales del 70 militó y formó parte del MITKA (Movimiento Indio Tupak Katari), del cual se alejó posteriormente junto a Felipe Quispe, José Aramayo y Fernando Surco.
Fue una de las fundadoras de la Confederación Nacional de Mujeres Campesinas Indígenas Originarias de Bolivia - Bartolina Sisa en 1980, cuando la denominación y figura de la organización fuera la de Federación Nacional Mujeres de Bolivia Bartolina Sisa y desarrolló el rol de dirigente en sus diferentes etapas, en 1986 fue elegida cabeza de la organización logrando en 1989 que la organización tuviera la misma jerarquía que la Confederación Sindical Única de Trabajadores Campesinos de Bolivia .